# 東住吉 (所沢市)
東住吉（ひがしすみよし）は、埼玉県所沢市の町名。丁番の設定のない単独町名である。郵便番号は359-1124。

## 地理
所沢市内の中央南部、吾妻地区に属する。
西武新宿線/西武池袋線・所沢駅の南西側に位置し、周辺の日吉町、上安松、久米（飛び地）、南住吉、西住吉と隣接する。
町内は一部に駅前商業地域を含む住宅地で、東側の町境は線路に接し、南北に埼玉県道337号久米所沢線が通過している。
また南西側の町境には東京都道・埼玉県道4号東京所沢線が通っている。

## 歴史

### 沿革
- 1967年（昭和42年）4月1日 - 住居表示実施に伴い大字久米の一部から東住吉を新設[5]。

### 地名の由来
昭和30年代頃、「住吉町」と通称されていたことによる。

## 世帯数と人口
2017年（平成29年）9月30日現在の世帯数と人口は以下の通りである。
| 町丁   | 世帯数  | 人口    |
| ------ | ------- | ------- |
| 東住吉 | 716世帯 | 1,188人 |

## 交通

### 鉄道
最寄駅は所沢駅。

### バス
地内のバス停は「東住吉」（西武バス「所18・18-1」系統 所沢駅西口行き/西武園駅・西武園ゆうえんち行き）

### 道路
- 東京都道・埼玉県道4号東京所沢線
- 埼玉県道337号久米所沢線

交差点
- 「南小学校入口」
- 「東住吉」

## 施設
かつては地内に旧西武所沢車両工場があった。跡地では所沢駅西口再開発(所沢駅西口開発計画)・区画整理事業が行なわれている。

保育
- さくらんぼ保育室[7]

公共
- 住吉会館
- 所沢駅西口第1自転車駐車場[8]

商業
- シティタワー所沢クラッシィ
  - 東住吉郵便局
- 所沢パークホテル

## 小・中学校の学区
市立小・中学校に通う場合の学区（校区）は以下の通り
| 町丁   | 番・番地 | 小学校                     | 中学校                     |
| ------ | -------- | -------------------------- | -------------------------- |
| 東住吉 | 全域     | 所沢市立南小学校（南住吉） | 所沢市立南陵中学校（久米） |

## 脚註
1. 1 2  “最新の人口について”.   所沢市 (2017年10月17日). 2017年10月20日閲覧。
2. 1 2  “郵便番号”.  日本郵便. 2017年10月20日閲覧。
3. ↑  “市外局番の一覧”.   総務省. 2017年5月29日閲覧。
4. ↑  所沢市公式「防災ガイド Archived 2011年3月15日, at the Wayback Machine.・避難所マップ（吾妻地区マップ）」 (PDF)  2012年11月閲覧
5. ↑  「角川日本地名大辞典」編纂委員会 1980, p. 1089.
6. ↑  所沢市教育委員会 編『ところざわ歴史物語 所沢市史ダイジェスト版』（増補改訂版）所沢市教育委員会、2020年11月、185頁。全国書誌番号:23485083。
7. ↑  家庭保育室｜さくらんぼ保育室 - 所沢市ホームページ. 2012年11月閲覧
8. ↑  所沢駅西口第1自転車駐車場 - 所沢市ホームページ. 2012年11月閲覧
9. ↑  所沢市ホームページ 住所別通学区域一覧表 2012年11月閲覧